# 어느 시골 본당 신부의 일기
《어느 시골 본당 신부의 일기》(프랑스어: Journal d'un curé de campagne, 영어: Diary of a Country Priest)는 1951년 개봉한 프랑스의 드라마 영화이다. 로베르 브레송이 감독과 각본을 맡았으며, 조르주 베르나노스의 동명 소설이 영화의 원작이다.

## 출연

### 주연
- 클레이드 레이두
- 레온 아벨

### 조연
- 발페트르
- 장 다네
- 니콜 라드미랄

## 기타
- 원작자: 조르주 베르나노스
- 미술: 피에르 샤보니에